# Nephrotoma comoroensis
Nephrotoma comoroensis är en tvåvingeart som beskrevs av Alexander 1959. Nephrotoma comoroensis ingår i släktet Nephrotoma och familjen storharkrankar.
Artens utbredningsområde är Komorerna. Inga underarter finns listade i Catalogue of Life.